# ぶんか社
株式会社ぶんか社（ぶんかしゃ、英: BUNKASHA）は、東京都千代田区に本社を置く日本の出版社。株式会社ビーグリーの完全子会社。主に女性向け漫画雑誌・単行本を発行。企業コンセプトは「愉快痛快出版社」。

## 概要
1948年3月に東京都千代田区丸の内で「日本文華社」として創業。1992年に現在の社名に変更。創業者は文藝春秋社出身で、興亜日本社の社長を務めた大島敬司（1906-？） 。
日本文華社時代には『読切読物』などの大衆娯楽雑誌や、『特集漫画トピックス』などの劇画誌を発行していた。『特集漫画トピックス』では極道劇画で有名な村上和彦がデビューしている。
1991年創刊の『みこすり半劇場』を中心として「下ネタ（艶笑）4コマ誌」を多数発行していたが、同誌は2014年4月10日発売の本誌『みこすり半劇場』同5月13日号を最後に休刊となった。同誌の増刊から実話系4コマ漫画雑誌『本当にあった笑える話』、4コマ漫画雑誌『主任がゆく!スペシャル』が派生した。
1992年には、レディースコミック雑誌『レディースコミックCara』の刊行開始し、レディースコミックの分野に参入。『恐怖の快楽』（1995年刊行開始）など次々とレディースコミック雑誌を拡大し、女性向けコミックの分野の基盤を築いた。
ホラー漫画ブームに乗って1993年よりホラーコミック専門誌『ホラーM』を発行していたが、同誌は2010年7月6日発売の8月号をもって休刊した。同誌の増刊からホラーコミック誌『あなたが体験した怖い話』が派生した。
テレビ東京系のバラエティ番組『浅草橋ヤング洋品店』の提供に名を連ねており、番組とタイアップした男性向けファッション雑誌『asayan』を1994年に創刊。同番組が『ASAYAN』にリニューアルしてファッションとほぼ無関係の内容になっても、『asayan』の誌名はそのままで2003年9月号まで刊行は続いた。
「浅ヤン」提供時代は雑誌や刊行物のCMも盛んに放映されていた。CMの最後のコーポレートキャッチは、CM本編のラストカットが一瞬木目になり、破壊音と共に蹴り割られ、企業ロゴと共に裸足の足の裏が突然アップになり指だけが動き、野太い男性の声で「ぶんか社！」と叫ぶ非常に奇抜なものであった。この際使われた足は当時の女性編集者のものであった。短期間だが同じようにCM本編のラストカットをスキンヘッドの強面の男性が破壊するバージョンもあった。なお、叫び声のサウンドロゴのみで、白バックにロゴのみが表示されていた時期もあった。
1995年から2004年まで、アメリカの男性向け雑誌『PENTHOUSE』の日本版『PENTHOUSE-JAPAN』の発行を行っていた。同誌は2004年に『PENT-JAPAN』としてリニューアルされ2006年まで発行された。
1995年には映画『GONIN』と『さよならニッポン！』の製作に参加。
1996年9月12日頃から成人男性向け有料Webサイト「ぶんか社オンライン」の運営を行っていたが、2013年7月31日をもってデジタル写真集・動画・ライブチャット・ネット通販の全サービスを終了した。
2002年にはコンピューターゲーム市場に参入、ゲーム専門ブランド「BUNKASHA GAMES」を設立し、Xboxのカーアクションゲームソフト『ダブル・スティール (DOUBLE-S.T.E.A.L)』を制作・発売した。
2004年には、ティーンズ・ラブ雑誌『無敵恋愛S*girl』を刊行開始しティーンズ・ラブ（TL）漫画の分野に参入した。
2010年9月にWeb雑誌（電子書籍）『デジタルホラーＭ』創刊し、それ以降電子書籍販売サイトにてデジタルコミック誌の定期配信を行っている。
2018年11月には小説投稿サイト発のファンタジー小説を単行本化するライトノベル『BKブックス』を創刊し、ライトノベルのジャンルに参入した。2020年7月には、BKブックスの人気作品をコミカライズした漫画単行本レーベル「BKコミックス」の刊行が開始した。
2019年6月には、情報雑誌事業と男性向けコンテンツ事業をグループ会社に譲渡し、女性向けマンガ事業を中心とした出版社に再編した。2022年6月には、グループ会社の男性向けマンガコンテンツ事業を再取得し、マンガ事業の取り扱いジャンル増加させた。
2019年7月には自社スマホ向けコミックサイト『マンガよもんが』をオープン。
2020年10月には、コミック配信サービス「まんが王国」を運営する株式会社ビーグリーの連結子会社となった。

## 沿革
- 1948年3月 - 大島敬司が日本文華社として千代田区丸の内で創業。
- 1986年7月 - 甲斐健一がハイスコアメディアワーク株式会社（後の株式会社海王社、株式会社ぶんか社シェアリング）を設立。
- 1989年 - 甲斐健一が日本文華社の社主兼社長に就任。
- 1992年4月 - 株式会社ぶんか社に社名変更。
- 1997年8月19日 - 新たに株式会社ぶんか社を設立。
- 2007年 - 新アポロ出版を設立。
- 2013年4月 - 株式会社海王社の出版事業及び不動産管理事業分割し、新たに株式会社海王社を設立、それに伴い株式会社海王社の商号を株式会社ぶんか社シェアリングに変更。
- 2017年4月 - 日本産業推進機構（NSSK）の傘下の株式会社NSSK-CC（後 株式会社ぶんか社ホールディングス）及び株式会社NSSK-C（後 株式会社ぶんか社グループ）を通じて、日本産業推進機構と資本業務提携[13]。
- 2019年
  - 5月 - 株式会社NSSK-C（後 株式会社ぶんか社グループ）と株式会社ぶんか社シェアリングが合併。
  - 6月 - 株式会社ぶんか社及び株式会社海王社の男性向けコンテンツ出版事業を吸収分割により株式会社楽楽出版に継承。株式会社ぶんか社の趣味・情報関連コンテンツ出版事業を吸収分割により株式会社文友舎に継承[14]。
- 2020年10月 - 株式会社ビーグリーの株式会社NSSK-CC（後 株式会社ぶんか社ホールディングス）の株式取得により、株式会社ビーグリーの連結子会社となる[15]。
- 2021年
  - 1月 - 株式会社ぶんか社ホールディングスが、株式会社ぶんか社グループを吸収合併し、同時に会社名をぶんか社グループに変更[16]。
  - 12月29日 - 親会社のビーグリーが日本テレビ放送網との間で資本・業務提携契約を締結し、同社が株式公開買付けにより、議決権所有割合ベースで25.43%の株式を取得し、日本テレビホールディングスの持分法適用関連会社になった[17][18]。これにより、ぶんか社グループ並びにぶんか社も日本テレビとの関係を持つことになった[19]。
- 2022年6月30日 - 株式会社楽楽出版の吸収分割により、男性向けマンガコンテンツ事業を株式会社ぶんか社に、写真芸能事業を株式会社文友舎に継承[20]
- 2024年12月1日 - ビーグリーのグループ再編に伴いぶんか社グループを吸収合併し、ビーグリーの直接子会社となる[21]。

## 主な発行誌

### コミック誌

#### 女性向けコミック誌
- まんがグリム童話（毎月29日発売・1999年刊行開始・2000年末独立創刊）
- 波瀾万丈の女たち（毎月17日発売・2001年刊行開始・2007年独立創刊）[22]
- あなたが体験した怖い話（奇数月24日発売・1995年刊行開始・2003年独立創刊）
- ほんとうに泣ける話（編集：カノン、毎月19日発売・2001年刊行開始・2007年末独立創刊）
- まんが このミステリーが面白い!（編集：カノン、偶数月24日発売・2007年刊行開始・2014年独立創刊）

#### デジタルコミック誌
- PRIMO（毎月第3木曜日配信・2021年創刊）※少女コミック誌
- comicタント（2019年創刊）
- comicルクス（2024年創刊[23]）
- ストーリーな女たち（2015年創刊）
- ストーリーな女たち ブラック（2017年創刊）
- comic RiSky(リスキー)（2019年創刊）
- comic meltyKILL（2022年 - ）[24]
- comic Killa（2023年 - ） ※小説投稿プラットフォーム「Teller Novel（テラーノベル）」のコミカライズ誌[25]
- 無敵恋愛S*girl
- 禁断Lovers（毎月第1木曜日配信・2011年創刊）
- ラブキス！More（毎月第4金曜日配信・2019年再創刊）※ラブキス！（2018年 - 2019年）から誌名変更。
- 蜜恋ティアラ（毎月第4木曜日配信・2015年創刊）
- COMIC異世界ハーレム（2023年創刊[26]）
- コミックラクウ（2021年創刊）
- サイベリアplus（2022年創刊）
- コミックB地区（2024年創刊）

### コミックアンソロジー
- ごはん日和
- ちび本当にあった笑える話

### 過去に発行していた雑誌

#### ファッション誌
- asayan（1994年 - 2003年）[27]
- ランキング大好き（1998年 - 2000年）→Ranzuki（2000年-2016年[28]）
- Vanilla girl（2007年 - 2008年）[29]
- HONEY girl（2008年 - 2009年）[30]
- クシュフル（2009年 - 2015年[31]）※ムック→増刊誌
- JELLY（2015年 - 2019年[32]）※文友舎に譲渡
- Gina（2014年 - 2019年[33]）※文友舎に譲渡
- la farfa（2013年 - 2019年[34]）※文友舎に譲渡

#### コミック誌
- 特集漫画トピックス（1967年[35] - 1989年[36]）→男のコミック（1989年-1990年[37]）
  - Y's comic（1989年[38]）
- アパッチ（1967年[35]-）
- 漫画ジャンボ（1972年-1980年）[39]→漫画ワイルドPunch（1980年-1982年）
- 現代コミックdokuhon（1972年-1981年）[40]→劇画マッドSuper（1981年-1984年）→劇画ナイトup（1984年-1988年）※継続後誌は風俗雑誌「実話ナイトup」
  - COMICマリイ（1984年-1985年[41][注 1]）
- コミックゲラゲラ（1983年-1984年[44]）※4コマまんが＆ショート・ショート
- みこすり半劇場（1990年 - 1991年 - 2014年）[45][46]
  - みこすり半劇場増刊新人ちゃん（1995年-2000年[47]）→みこすり半劇場増刊みこすり半劇（2000年-2004年[48]）
  - やまだ三平のフリーターままこ（1993年-1994年）[49]
  - COMICバクダン（1994年-1995年）[50]
  - Comicてっぺん（1995年-1996年）[51]
- みこすり半劇場巨乳ちゃん（1999年 - 2006年）[52]
  - 爆笑4コマ魂（2004年-2009年[53]）
- まんがシャレダ!!（1991年 - 1995年）[54] → まんがガウディ（1995年 - 1997年）[55]
- イケイケ課長（1993年 - 1997年）[56]
  - ゴルフ必勝コミック（1994年）[57]
- イカしてソーロウ（1993年 - 2000年）[58]
- ホラーM（1993年 - 2010年）[59][60] → 「デジタルホラーM」として継続
  - ホラーM deluxe（2001年 - 2003年）[61]
- 恐怖の快楽（編集：大沢企画[62]・1995年刊行開始・1996年独立創刊-2024年）
- ヤングテイオー（1995年 - 1997年）[63] → 「コミックまぁるまん」として継続
- まんがアロハ!（1997年 - 1998年）[64] → まんが4コマ丼（1998年）[65]
- 娯楽王 (監修：青木雄二、2002年）
- レディース・コミックカーラ（1992年 - 1995年[66]）
- 純愛の快楽（1998年 - 2009年）[67]（※編集：大沢企画）
- 家庭ミステリー（編集：大沢企画[62]・1999年刊行開始・2001年独立創刊-2024年）
- ザ・離婚（2000年-2003年[68]）※「純愛の快楽」「まんがグリム童話」等の増刊
- ほんとうに怖い童話（2000年-2023年[69]）
  - 日本の童話ミステリー（2002年-2003年[70]）
- 本当にあった笑える話（2001年刊行開始・2004年独立創刊・2024年隔月刊に移行・2024年休刊）
- 別冊本当にあった笑える話（2002年-2014年[71]）
- ご近所の怖い噂（編集：大沢企画[62]・2003年刊行開始-2024年）
- (得)増刊本当にあった笑える話（2004年-2007年[72]）※「本当にあった笑える話」等の増刊
- 本当にあった主婦の体験（2004年刊行開始・2005年独立創刊-2023年）
- 無敵恋愛S*girl（2004年刊行開始・2005年独立創刊-2024年［全国書誌番号:01005327］）→無敵恋愛S*girl DX（2023年隔月刊に移行し紙版のみ誌名変更・2024年紙媒体を休刊） ※ティーンズラブ雑誌、電子版は「無敵恋愛S*girl」として継続
- 主任がゆく!スペシャル（2006年-2024年）※「本当にあった笑える話」等の増刊
- 本当にあった笑える話Pinky（2007年-2023年）
- 本当にあった女の人生ドラマ（2008年-2021年[73]）
- 増刊本当にあった笑える話スペシャル（2008年-2014年[74]）→ 本当にあった笑える話スペシャル（2014年-2021年[75]）
- まんが残酷グリム童話デラックス→ まんがグリム童話デラックス（-2014年[76]）※「純愛の快楽」「まんがグリム童話」等の増刊
- 怖い女の仕返し（2003年-2015年[77][78]）
- 増刊あなたが体験した怖い話（-2015年[79]）
- 増刊まんがグリム童話Love&Sexy（2006年-2015年[80]）
- ねこのあくび（2006年 - 2013年）[81][60]
- 涙がこぼれたあの一言（編集：カノン・クリエイティブ、2008年-2015年[82]）
- 本当にあった悲惨な生いたち（2009年-2015年[83]）
- 女の不幸人生（編集：大沢企画・2011年-2020年）
- 禁断lovers max（2013年-2016年[84]）
- 禁断Lovers ジュリエッタ（2013年-2015年[85]）
- 漫画人妻快楽庵（ムック・2016年-2019年）
- 俺流！絶品めし（廉価版コミックス、2017年-2024年）
- COMIC陣（ムック・2017年-2024年）
- 漫画大激闘（ムック・2019年-2023年）※楽楽出版から移管
- COMIC 必剣（ムック・2019年-2023年）※楽楽出版から移管
- COMICお杏（ムック・2022年-2024年）

#### 自動車雑誌・オートバイ雑誌
- ジパングツーリング（編集：新アポロ出版、2007年 - 2009年）[86]
- トレンドワゴン（2007年 - 2008年）[87][88]
- 掘り出しパーツ（2007年 - 2008年）[89][88]
- レッツゴー4WD（編集：新アポロ出版、2007年-2019年[90]）※文友舎に譲渡
- アメ車マガジン（編集：新アポロ出版、2007年-2019年[91]）※文友舎に譲渡
- ザ・マイカー（編集：GOOD SPEED、2007年-2019年[92]）※文友舎に譲渡
- GERMAN CARS（編集：新アポロ出版、2007年-2019年[93]）※文友舎に譲渡
- カワサキバイクマガジン（編集：新アポロ出版、2007年-2019年[94]）※文友舎に譲渡
- 4WD・SUVパーツガイド（編集：新アポロ出版、2007年-2019年）※ムック、文友舎に譲渡

#### 男性向けエンターテイメント誌
- コミックまぁるまん（1997年-2014年[95]） ※漫画雑誌ではなくグラビア雑誌
  - 漫画話王（2001年-2004年[96]）
  - 増刊コミックまぁるまん（2006年 - 2008年）[97] → 「別冊コミックまぁるまん」として継続
  - おとこのOFF（2004年-2007年[98]）
- 別冊コミックまぁるまん（2008年-2014年[99]） ※漫画雑誌ではなくグラビア雑誌
- PENTHOUSE JAPAN（1995年 - 2004年）[100]※ペントハウス日本版 → 「PENT-JAPAN」として継続
  - PENTHOUSE SPECIAL（1995年 - 2004年[101]）
- PENT JAPAN（2004年 - 2006年）[102]
  - PENT-JAPANスペシャル（2004年-2014年[103]）
- 本当にあったHな話（2003年-2015年[104]） ※不定期刊行のコミックアンソロジー「山崎大紀の本当にあったHな話」とは異なる
- 別冊本当にあったHな話（2004年-2015年[105]）
- 激撮本当にあったHな話（2005年-2015年[106]）
- 話王（1999年-2013年[107]）
- 増刊話王（1999年-2004年[108]） → 男の話王（2004年[109]）
- アジアン話王（2002年-2004年[110]）※Ranzukiの増刊
- 熟女戯画（2005年-2008年[111]）
- 人妻本当にあったHな話（2005年-2019年[112]）
- エキサイティングマックス!（EX MAX!）（2007年-2019年[113]）※楽楽出版に譲渡、その後文友舎
  - エキサイティングマックス!スペシャル（EX MAX! Special）

#### その他の雑誌
- 読切読物（1948年3月-）
- ロマンス読物（1949年6月-1950年12月）[114]
- 読物実話（1952年9月-1963年10月）
- 特集実話（1959年9月-1963年10月）
- 週刊 特集実話NEWS（1960年-[35][115]）→週刊話題NEWS（1963年-1976年[116]）→話題スペシャル（1976年-1981年）→特集話題（1981年-1987年）→噂のエクスプレス（1988年-2001年[117]）※1993年海王社に譲渡
- 別冊週刊 特集実話（1963年[35]-）
- 現代読物（1963年11月-1966年5月）
- 特集小説CUSTOM（1980年-1984年[118]）
- 特ダネトップ（1991年 - 2004年[119]）※1993年海王社に譲渡
- パチンコ裏帝国（2003年-2013年）[120] - パチンコ雑誌
- 速攻!パチスロ奥義（2004年-2006年[121]）
- 馬券の王様（2006年-2007年[122]）
- 漢字の賢人（2006年-2009年[123]）
- てんつなぎランド（2011年-2015年）※パズル雑誌
- Celeb Scandals（セレブスキャンダル）（2008年-2019年[124]）※セレブゴシップ誌
- Prince of STAGE ※ムック。舞台で活躍する俳優＆声優のビジュアルインタビューマガジン

#### デジタルコミック誌
- デジタルホラーM（2010年 - 2011年）
- 濡れ蜜S＊girl（2011 - 2012）[125]→禁断Loversマニア（2012 - 2016）[126]→。無敵恋愛S*girl Anette（2016年 - 2025年）
- 禁断Loversロマンチカ（2015年 - 2018年）→Premium Kiss （2018年 - 2021年）※連作作品はラブキス！へ移籍
- 蜜恋ティアラめろめろ（2019年 - 2021年）
- 蜜恋ティアラMania（2016年 - 2023年）
- ダークネスな女たち（2017年 - 2025年）
- 蜜恋ティアラ獣（2018年 - 2023年）
- サイベリアマニアックス
- comic ヤミツキ（2021年 - 2024年） ※e-Storyアプリ「peep」のコミカライズ誌[127]
- コミックNOAN（2022年 - 2024年） ※e-Storyアプリ「peep」のコミカライズ誌[128]

## コミックス・書籍
- ぶんか社コミックス
  - ぶんか社コミックス S*girl Selection
  - ぶんか社コミックス S*girl Selection Kindan Lovers
  - ぶんか社コミックス 蜜恋ティアラシリーズ
  - ぶんか社コミックス ホラーMシリーズ
  - ぶんか社コミックス PRIMO COMICS
- BKコミックス
- BKコミックスf
- RK COMICS
- RK COMICS CYBERIA SERIES
- RK COMICS COMIC RAKUU
- RK COMICS COMIC異世界ハーレム
- RK COMICS COMIC Doop'z
- まんがグリム童話（文庫）
- BKブックス ※ライトノベルレーベル
- BKブックスf ※ライトノベルレーベル
- PRIMO NOVELS ※ライトノベルレーベル

### 過去の書籍レーベル
- 文華新書
- 文華コミックス
- フローラブックス
- ぶんか社文庫
- ホラーＭコミック文庫
- ぶんか社コミック文庫

## Webメディア
- マンガよもんが ※コミックサイト[12]
- 禁断書店 - YouTubeチャンネル[129]

### かつて運営していたWebサイト
- ぶんか社オンライン
- 日刊Ranzuki[130]
- ラ・ファーファWEB ※文友舎に譲渡
- 4WD・SUVパーツガイド ※文友舎に譲渡

## 映像化作品

### テレビドラマ化作品
- 本当にあった女の人生ドラマ（2016年11月18日、フジテレビ[131]）
- 義母と娘のブルース（2018年7月10日 - 9月18日・2020年1月2日・2022年1月2日・2024年1月2日、TBS系）
- 部長と社畜の恋はもどかしい（2022年1月6日 - 3月24日、テレビ東京系）
- 半熟ファミリア 腹ペコ兄妹の熟成レシピ／半熟ファミリア（2023年4月3日 - 6月26日、BS松竹東急）※日本テレビホールディングスの子会社である日テレ アックスオン制作
- お姫様クラブ／世にも奇妙な物語’23 夏の特別編（2023年6月17日、フジテレビ）
- 消せない「私」～炎上しつづけるデジタルタトゥー～／消せない「私」-復讐の連鎖-（2024年1月6日 - 3月29日、日本テレビ）
- 社内処刑人〜彼女は敵を消していく〜（2024年4月18日 - 6月21日、関西テレビ）
- 三ツ矢先生の計画的な餌付け。（2024年7月25日 - 9月6日、MBS）
- 家政婦クロミは腐った家族を許さない（2025年1月10日 - 3月29日 、テレビ東京系）
- 黒弁護士の痴情 世界でいちばん重い純愛（2025年4月5日 - 6月20日、TOKYO MX＆DMM TV）
- 子宮恋愛（2025年4月10日 - 6月27日、読売テレビ）
- じゃあ、あんたが作ってみろよ（2025年10月 - 、TBS系）

## 関連会社
- 株式会社海王社 - 1986年創業。BLコミックなどを発行する出版社。
- 株式会社文友舎 - 2019年設立。自動車雑誌等の情報雑誌事業を担う出版社。
- 新アポロ出版株式会社 - 自動車雑誌関連の編集・広告を行う出版社。